# Мікрогеофагус Раміреза
Мікрогеофагус Раміреза (Mikrogeophagus ramirezi) або, як ще «по-старому» називають Апістограма Раміреза — невелика субтропічна прісноводна риба роду мікрогеофагус родини цихлових. Вперше описана у 1948 році. Ендемік басейну річки Оріноко (Південна Америка).
Вид назвали на честь Мануеля Раміреза (Manuel Ramirez), колекціонера та імпортера акваріумних риб.
Популярна акваріумна рибка, завдяки своєму мирному характеру порівняно з багатьма іншими цихлідами. Серед акваріумістів відома також як «цихліда-метелик Раміреза».

## Поширення
Зустрічається на території Венесуели та Колумбії в р. Оріноко та її притоках, здебільшого на території особливого типу савани, яка носить назву Льянос. Клімат Льянос відзначається сезонним характером розподілу опадів. Вологий сезон — літо північної півкулі (із квітня по жовтень), сухий сезон — зима північної півкулі (із листопада по березень), із північно-східним пасатом приходить сухе тропічне повітря. У вологий період відбувається сильне підняття води в річках, вони виходять із берегів і заливають низовини. З настанням сухого сезону більша частина водойм міліє. Течія в річках, як правило, повільна, вода насичена мінералами, може бути як прозорою, так і темного (чайного) кольору через велику кількість танінів. Риби тримаються в місцях з густою рослинністю.

## Опис риби

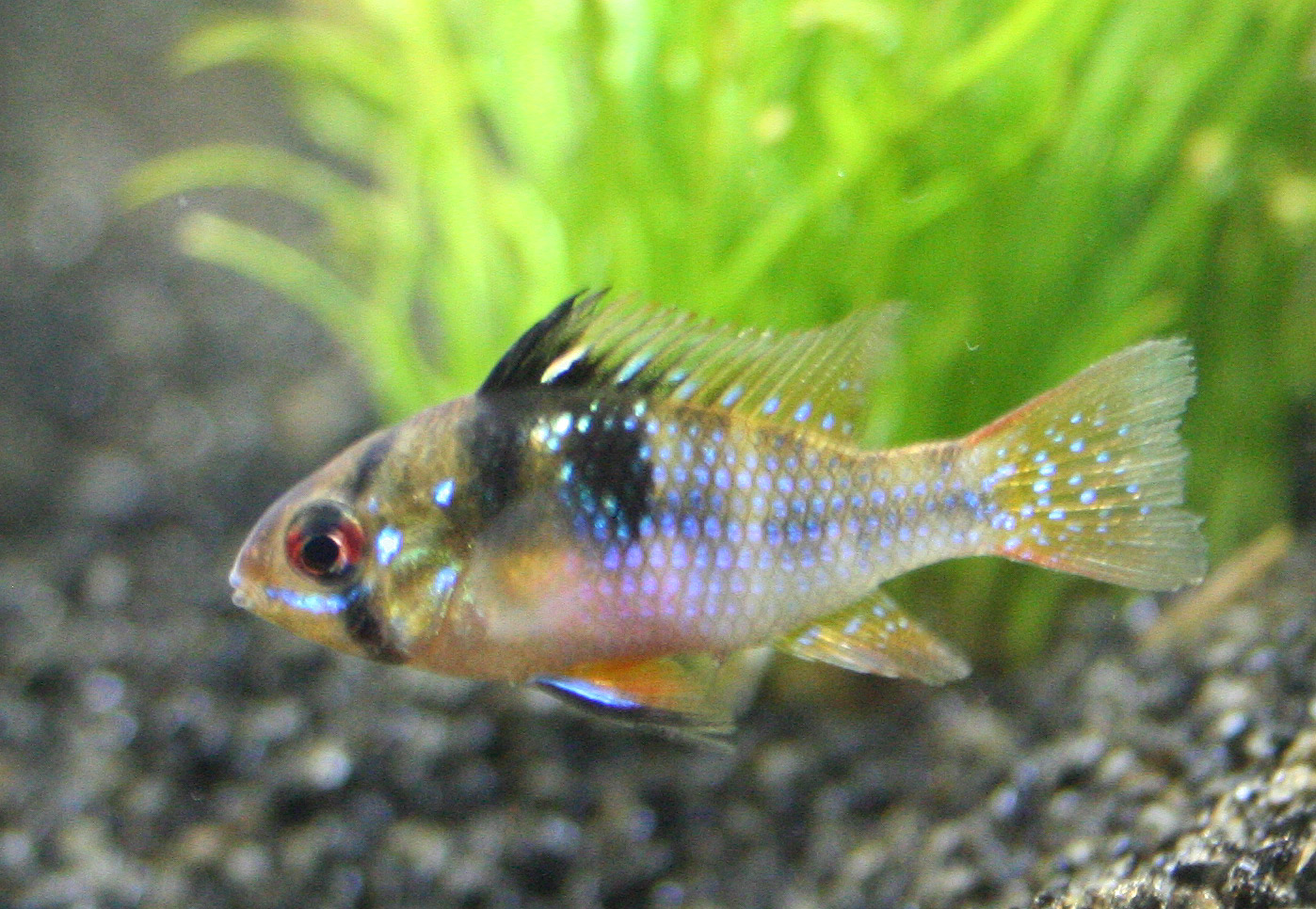
Самка

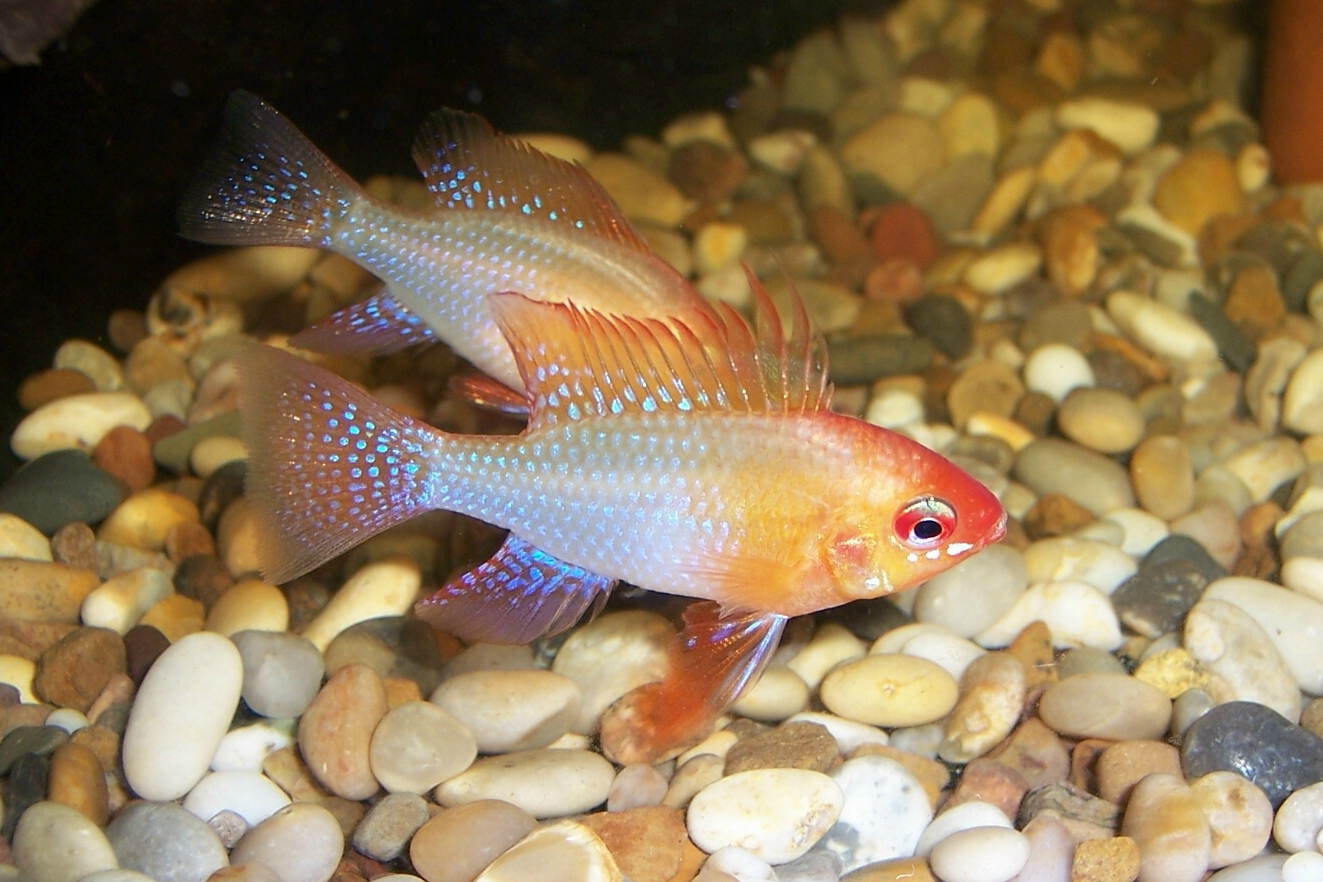
Золота (жовта) форма метелика Раміреза

Тіло риби сплюснуте з боків, забарвлення жовте, у відбитому світлі лусочки виблискують фіолетовим, блакитним чи рожевим. По спині проходять темні (можуть бути і цілком чорні) плями, які переходять у неповні поперечні смуги. Під час нересту забарвлення риб стає синьо-фіолетовим. Черевні плавці і черевце, передня частина голови — яскраво-червоні. Через око проходить вертикальна вузька темна смуга.
Спинний  плавець високий, перші промені плавця у самців видовжені та забарвлені чорним. Хвостовий і спинний плавники усіяні жовто-зеленими крапками. Довжина тіла до 7 см, зазвичай 4-5 см. Самці більші за самок, відрізняються більш крутою лінією передньої частини голови. У самки черевце ніжно-малинового кольору (особливо це помітно в період нересту).
Акваріумні риби яскравіші за диких риб. Існує декілька варіантів забарвлення, а також вуалева форма.

## Розмноження

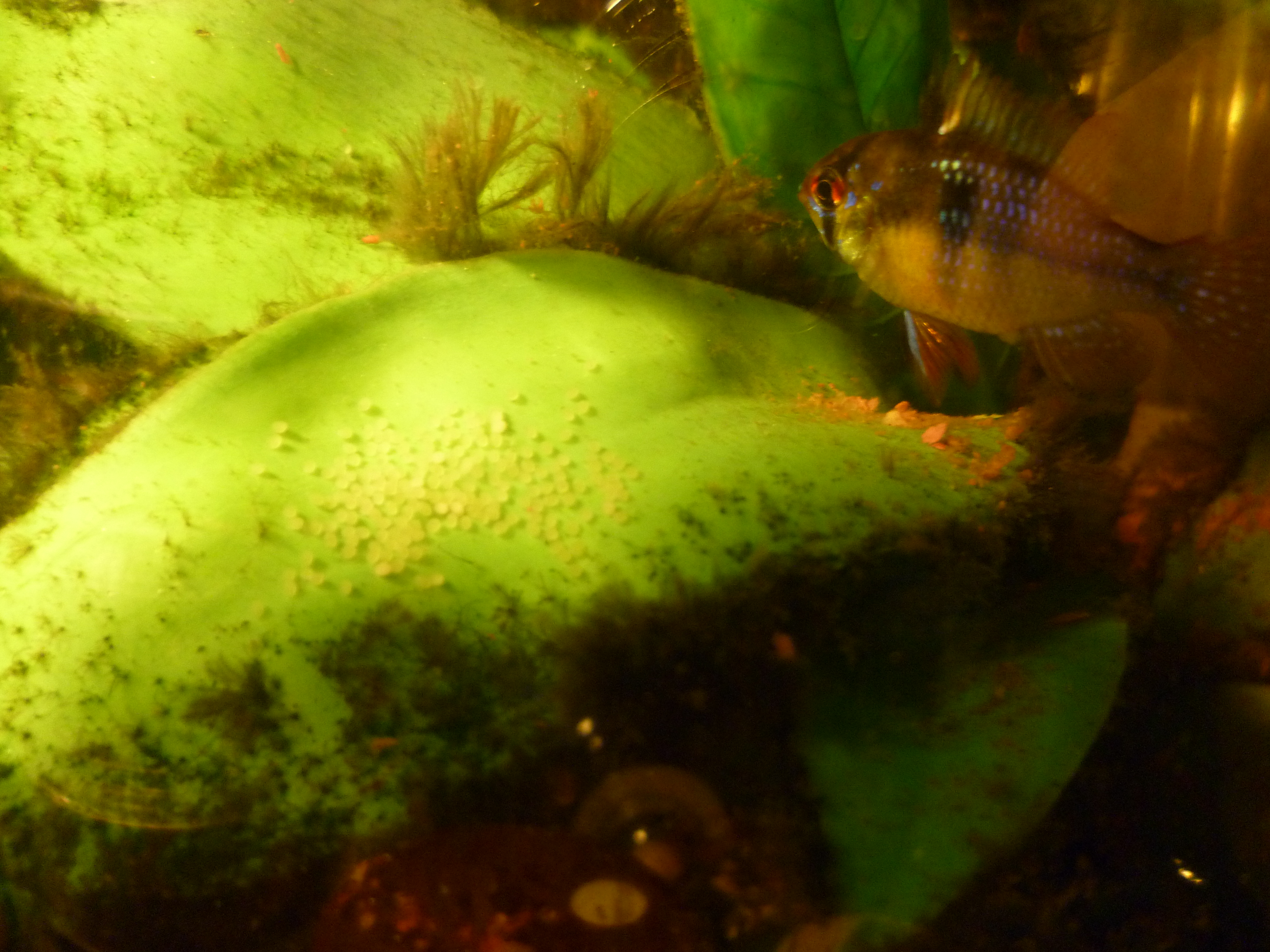
На охороні кладки

Статева зрілість настає у віці 4–5-ти місяців. Рибки в природі утворюють стабільну пару. Ікру відкладають на широке листя рослин або гладку поверхню каменю. Пара проводить багато часу очищаючи вибране місце перед тим як відкласти ікру. Продуктивність самки — 150–200 ікринок. Батьки охороняють ікру, обмахують її плавниками. Коли мальки вилупляться, то догляд за ними бере на себе самець (а інколи і двоє батьків). Він «чистить» мальків, хапаючи їх в рот та потім випльовуючи. Інколи може вирити велику ямку в ґрунті та тримати там весь виводок.

## Утримування і розмноження в акваріумах
Мікрогеофагус Раміреза — мирна та спокійна рибка. Її можна тримати з будь-якими мирними рибами. Бажано тримати рибок парами. Об'єм акваріума — від 20 літрів на одну пару.
Рибка всеїдна, підходить будь-який живий, рослинний чи комбінований корм, а також сухі корми. Віддає перевагу живому корму.
Як ґрунт бажано використовувати пісок або дрібний гравій, оскільки рибки люблять в ньому ритися. На дні необхідно розмістити багато укриттів, таких як коряги, ріноманітні горшки, густі кущики рослин. Особливо це необхідно, якщо в акваріумі живе декілька пар рибок, оскільки, як і всі цихліди, мікрогеофагус Раміреза територіальна рибка. Самці можуть влаштовувати бійки за територію, які, однак, носять символічний характер. Також на дно акваріума можна поставити опале листя дерев для більшої схожості з природним середовищем.
Освітлення повинно бути не дуже яскравим. Для створення тіні на поверхні можна розмістити плаваючі рослини.
Рибки не люблять сильної течії.
Параметри води:
- Температура — оптимально 24–28 °C, спокійно витримує коливання від 22 до 30 °C;
- Жорсткість — від 2 до 14 dH, принципового значення не має;
- Кислотність — pH 4.0–7.5, принципового значення не має (в природному середовищі міняється в залежності від сезону);
- рибка чутлива до вмісту органічних решток у воді, тому необхідно хороша фільтрація та аерація води.

Стимулює нерест підвищення температури води та часта її підміна. Важливою передумовою нересту є вдалий підбір пар. У нерестовику необхідно розмістити пласкі камені та рослини з широким листям. На них рибки відкладатимуть ікру. В цей період рибки чутливі до стресів і можуть поїдати ікру. Оптимальна температура води 26–28 °C. Самець і самка доглядають ікру та мальків. Мальки вилуплються приблизно через 60 годин, а ще через 3-5 днів починають самостійно харчуватися. Годують мальків спочатку живим пилом, наупліусом рачків, циклопів.
Мальки чутливі до зміни параметрів води, тому необхідно забезпечити їх стабільність та чистоту води.
Через три тижні дорослі риби перестають доглядати за мальками і їх потрібно відсадити.